# Mauritania ai Giochi della XXX Olimpiade
La Mauritania ha partecipato ai Giochi della XXX Olimpiade di Londra che si sono svolti dal 27 luglio al 12 agosto 2012. È stata l'8ª partecipazione consecutiva degli atleti mauritani ai giochi olimpici estivi.
Gli atleti della delegazione mauritana sono stati 2 (1 uomo e 1 donna), in una sola disciplina (atletica leggera). Alla cerimonia di apertura il portabandiera è stato Jidou El Moctar, atleta specializzato nelle gare di velocità.
Nel corso della manifestazione la Mauritania non ha ottenuto alcuna medaglia.

## Atletica leggera
| Q | Qualificato al turno successivo per la posizione in qualificazione                                                           |
| q | Qualificato per il turno successivo per ripescaggio o, negli eventi su campo, conquistando la misura minima per qualificarsi |

### Maschile
Eventi di corsa su pista e strada
| Atleta          | Evento | Batteria  | Batteria  | Semifinale      | Semifinale      | Finale          | Finale          |
| Atleta          | Evento | Risultato | Posizione | Risultato       | Posizione       | Risultato       | Posizione       |
| --------------- | ------ | --------- | --------- | --------------- | --------------- | --------------- | --------------- |
| Jidou El Moctar | 200 m  | 22"94     | 8°        | non qualificato | non qualificato | non qualificato | non qualificato |

### Femminile
Eventi di corsa su pista e strada
| Atleta     | Evento | Batteria  | Batteria  | Semifinale | Semifinale | Finale     | Finale     |
| Atleta     | Evento | Risultato | Posizione | Risultato  | Posizione  | Risultato  | Posizione  |
| ---------- | ------ | --------- | --------- | ---------- | ---------- | ---------- | ---------- |
| Aicha Fall | 800 m  | 2'27"97   | 7ª        | arrivata 2 | arrivata 2 | arrivata 2 | arrivata 2 |